# Подбранч
Подбранч (словац. Podbranč) — село, громада округу Сениця, Трнавський край. Кадастрова площа громади — 14.14 км².
Населення 618 осіб (станом на 31 грудня 2020 року).

## Історія
Подбранч згадується 1394 року.

## Населення
| Рік:            | 1994. | 2004.    | 2014.   | 2024. |
| --------------- | ----- | -------- | ------- | ----- |
| Кількість осіб: | 745   | 645      | 600     | 606   |
| Різниця:        |       | -13,42 % | -6,97 % | +1 %  |

| Рік:            | 2023. | 2024.   |
| --------------- | ----- | ------- |
| Кількість осіб: | 613   | 606     |
| Різниця:        |       | -1,14 % |